# Tipula (Yamatotipula) latemarginata
Tipula (Yamatotipula) latemarginata is een tweevleugelige uit de familie langpootmuggen (Tipulidae). De soort komt voor in het Palearctisch gebied.